# 丁欣怡
丁欣怡（2004年8月27日—），重庆人，中国艺术体操运动员。她曾代表中国参加2024年夏季奥林匹克运动会艺术体操比赛，联同郭崎琪、郝婷、黄张嘉洋和王澜静获得团体全能金牌。